# Ненад Зељић
Ненад Зељић (Београд, 1964) академски је сликар и графичар.

## Биографија
Рођен је 12. јуна 1964. године у Београду. Дипломирао је на графичком одсеку Факултета ликовних уметности у Београду 1993. године. Постдипломске студије завршио је 1996. године у класи професора Емира Драгуља. Од 1990. године излаже на колективним изложбама.
Од 2001. године запослен је као предавач за предмет Графика на Академији умјетности у Бањој Луци.

## Самосталне изложбе
- 1993.	Београд, Галерија Палета, Графике
- 1994.
- 1996.	Београд, Галерија Графички колектив Графике
- 1998.	Beograd, Галерија факултета ликовних уметности, Илустрације (са Катарином Јањић)
- 2002.	Музеј у Приједору, Цртежи и графике (са Бранком Миљушем)
- 2005.	Београд, Галерија Графички колектив, Графике
- 2008. Уметничка галерија у Смедереву, Графике
- 2012.	Галерија историјског архива Панчево (са Жељком Ступар и Оливером Шипком), Графике

Београд, Галерија Центра за графику и визуелна истраживања, Академија, Графике
Бањалука, Галерија Dogma Arts, Слике
- 2013.	Бањалука, Галерија Културног центра Бански двор, Графике
- 2014.	Београд, Галерија Коларчеве народне задужбине, Слике[3]

## Колективне изложбе
- 1990.

Београд, XIX изложба студената ФЛУ, Галерија Дома омладине
- 1992.

Врњачка Бања, Замак културе, Изложба учесника ликовне колоније
Београд, Галерија Студентски град, VI бијенале југословенске студентске графике
Београд, Галерија Графички колектив, Изложба мале графике
- 1993.

Београд, Галерија Графички колектив, Мајска изложба графике Београдског круга
Ужице, Градска галерија, I графички бијенале суве игле

Београд, Галерија Андрићев венац, Перспективе XXI
Београд, Галерија ФЛУ, Изложба награђених радова студената ФЛУ
Београд, Галерија Графички колектив, Изложба мале графике
- 1994.

Београд, Уметнички павиљон Цвијета Зузорић, Пролећна изложба
Београд, Уметнички павиљон Цвијета Зузорић, Нови чланови УЛУС-а
Београд, Галерија Графички колектив, Мајска изложба графике Београдског круг
Београд, Галерија Студентски град, VII бијенале југословенске студентске графике
Београд, Галерија ФЛУ, Изложба награђених радова студената ФЛУ

Горњи Милановац, Галерија Завичајног музеја, Трећe бијенале уметности минијатуре
Смедерево, 10. ликовна колонија Графика, Дом културе у Смедереву
Београд, Галерија Графички колектив, Изложба мале графике
- 1995.

Београд, Галерија Графички колектив, Мајска изложба графике Београдског круга

Београд, Галерија Графички колектив, Изложба мале графике
- 1996.

Горњи Милановац, Галерија Завичајног музеја, Четврти бијенале уметности минијатуре
Београд, Музеј 25. мај, 37. Октобарски салон
Београд, Уметнички павиљон Цвијета Зузорић, IV бијенале графике
Београд, Галерија Графички колектив, Изложба мале графике

- 1997.

Битољ, Македонија, Међународни тријенале графике
Лесковац, Галерија Сунце, Међународни бијенале графике малог формата
Београд, Галерија Графички колектив, Изложба мале графике

- 1998.

Београд, Галерија Графички колектив, Мајска изложба графике Београдског круга

Београд, Уметнички павиљон Цвијета Зузорић, V бијенале графике
Београд, Галерија Графички колектив, Изложба мале графике
- 1999.

Београд, Галерија Графички колектив, Екслибрис Хиландар
Београд, Галерија Графички колектив, Мајска изложба графике Београдског круга

Београд, Галерија Графички колектив, Изложба мале графике
- 2000.

- 2001.

Приједор, БиХ, Музеј Козаре, Савремена Српска графика
- 2003.

Београд, Уметнички павиљон Цвијета Зузорић, Пролећна изложба
Београд, Галерија Графички колектив, Мајска изложба графике Београдског круга
Приједор, БиХ, Градска галерија, Изложба из фундуса галерије
Брчко, БиХ, Ликовна колонија Сава - 2003
Приједор, БиХ, Музеј Козаре, Изложба графичког одсека Академије умјетности у Бањалуци
Изложба графике малог формата, Графика форма парва, (Галерија Мост Подгорица)
Факултет ликовних уметности Цетиње, Art Gallery Sue Ryder Herceg Novi
, , Ценар за културу Смедерево
- 2004.

Београд, Галерија Графички колектив, Мајска изложба графике Београдског круга
Смедерево, 20. ликовна колонија Графика, Дом културе у Смедереву
Београд, Галерија Графички колектив, Изложба мале графике
Ковин, Галерија Центра за културу, Јесењи ликовни салон
- 2005.

Приједор, БиХ, Музеј Козаре, Изложба ликовне колоније

Бања Лука, БиХ, Галерија Бански двор, VI изложба Балкан културни простор без граница
- 2006.

Београд, Уметнички павиљон Цвијета Зузорић, Пролећна изложба
Београд, Галерија Графички колектив, Мајска изложба графике Београдског круга

Београд, Уметнички павиљон Цвијета Зузорић, Јесења изложба
 2006
Београд, Галерија Графички колектив, Изложба графике малог формата
- 2007.

Београд, Галерија Графички колектив, Мајска изложба графике Београдског круга
Београд, Уметнички павиљон Цвијета Зузорић, Јесења изложба
Пожаревац, Народни музеј, VII изложба Балкан културни простор без граница

Београд, Галерија Графички колектив, Изложба мале графике

- 2008.

Београд, Галерија УЛУС-а, Поетски простори

Приједор, БиХ, Приједорски музеј, Портрет

Смедерево, VI бијенале ликовних и примењених уметности

- 2009.

Београд, Галерија Графички колектив, Мајска изложба графике Београдског круга
Београд, Галерија Графички колектив, Изложба мале графике
Ужице, Градска галерија, Графички бијенале суве игле

- 2010.

Београд, Галерија Графички колектив, Мајска изложба графике Београдског круга

Београд, Галерија СКЦ Нови Београд, 4. Ex Yu конкурс за графику

- 2011.

Београд, Уметнички павиљон Цвијета Зузорић, Пролећна изложба
Београд, Уметнички павиљон Цвијета Зузорић, I међународни тријенале графике

- 2012.

. Београд, Галерија Графички колектив, Мајска изложба графике Београдског круга
Београд, Гелрија СКЦ Нови Београд, 6. Ex Yu конкурс за графику
Зрењанин, Културни центар, 30 x 30

Београд, Галерија Графички колектив, Изложба мале графике
Ниш, Бијенале графике малог формата
- 2013.

Београд, Галерија Графички колектив, Мајска изложба графике Београдског круга
Београд, Уметнички павиљон Цвијета Зузорић, Јесења изложба
Београд, Галерија Центра за графику и визуелна истраживања Академија

Београд, Галерија Графички колектив, Изложба мале графике
- 2014.

Београд, Галерија Центра за графику и визуелна истраживања Академија
II интернационални салон графике у Краљеву
Београд, Галерија Графички колектив, Мајска изложба графике Београдског круга
Београд, Уметнички павиљон Цвијета Зузорић, Пролећна изложба
Београд, Галерија Коларчеве народне задужбине, 50. Годишња изложба
Београд, Уметнички павиљон Цвијета Зузорић, II међународни тријенале графике

Смедерево, 30. ликовна колонија Графика, Дом културе у Смедереву
Београд, Галерија СКЦ Нови Београд, 8. Ex Yu конкурс за графику
Београд, Галерија Графички колектив, Изложба мале графике
- 2015.

Београд, Галерија СКЦ Нови Београд, 9. Ex Yu конкурс за графику

## Награде
- 1993.	Награда Факултета ликовних уметности у Београду за графику

Откупна награда Владислава Златановића, Београд, Галерија графички колектив
- 1994.	Награда ФЛУ у Београду за графику из фонда Ђорђе Андрејевић Кун
- 1997.
- 2005.
- 2008.
- 2009.
- 2014.	Друга награда на Осмом Ex Yu конкурсу за графику, Галерија СКЦ Нови Београд[5]